# Tatarspråkiga Wikipedia
Tatarspråkiga Wikipedia (tatariska: Татар Википедияс) är den tatarspråkiga versionen av Wikipedia. Den startades i september 2003. Den tatarspråkiga Wikipedian var i januari 2022 den 35:e största utgåvan av Wikipedior, räknat efter antal artiklar. Den har för närvarande 502 552 artiklar.